# Beaumont, Belgien
Beaumont är en kommun i Belgien.   Den ligger i provinsen Hainaut och regionen Vallonien, i den södra delen av landet, 70 kilometer söder om huvudstaden Bryssel. Antalet invånare är 7 051. Arean är 93 kvadratkilometer.
Terrängen i Beaumont är platt.